# Heliopetes
Heliopetes är ett släkte av fjärilar. Heliopetes ingår i familjen tjockhuvuden.

## Bildgalleri

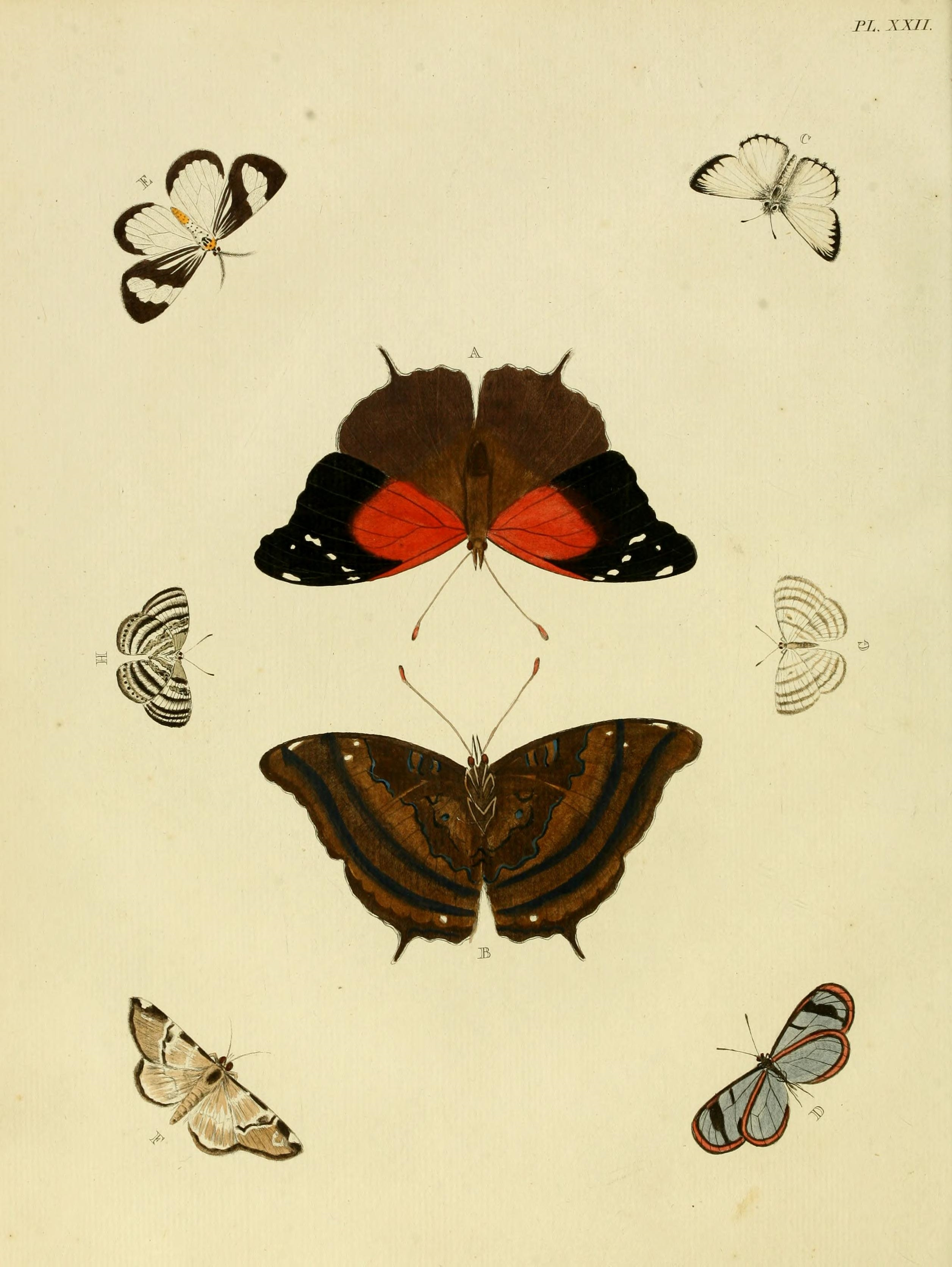
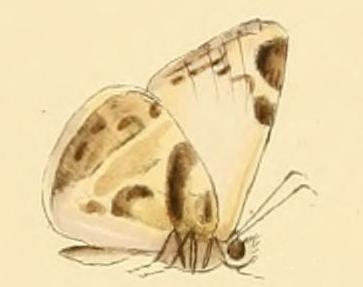
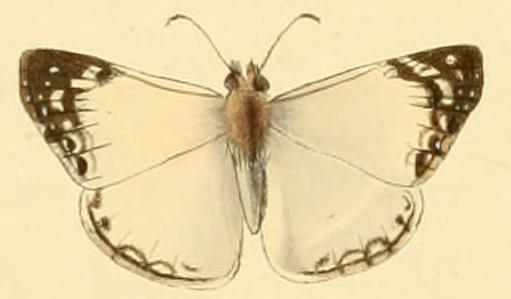
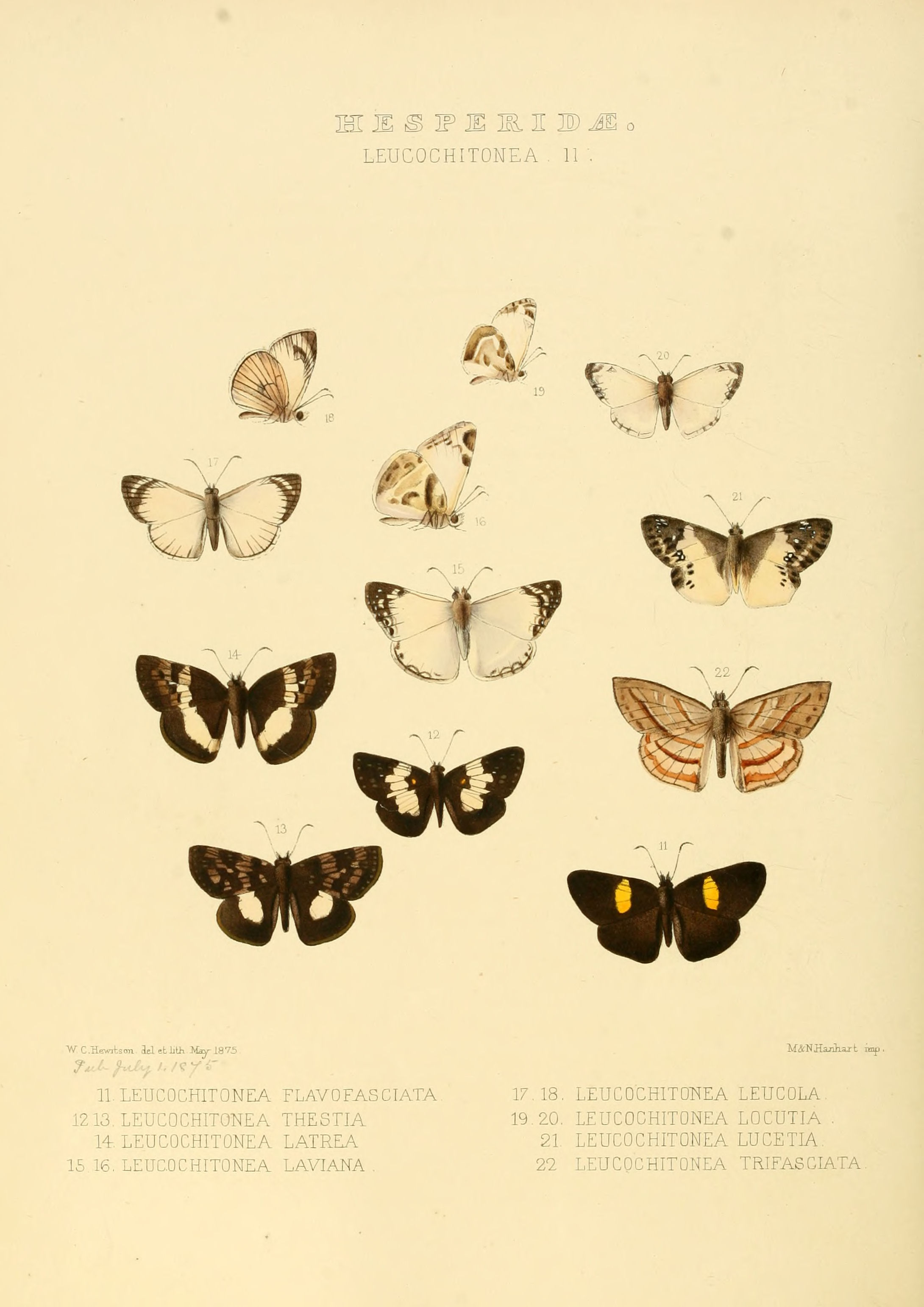
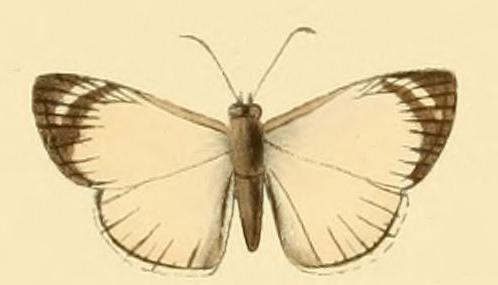
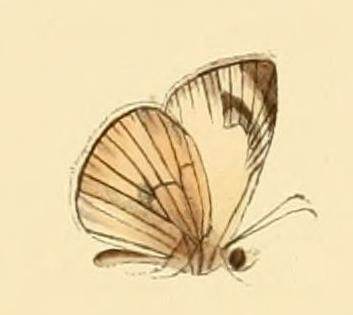

## Dottertaxa tillHeliopetes, i alfabetisk ordning[1]
- Heliopetes adusta
- Heliopetes alana
- Heliopetes alba
- Heliopetes apex
- Heliopetes arsalte
- Heliopetes asna
- Heliopetes bianca
- Heliopetes chimbo
- Heliopetes cnemus
- Heliopetes concinnata
- Heliopetes crameri
- Heliopetes dividua
- Heliopetes ericetorum
- Heliopetes eulalia
- Heliopetes figara
- Heliopetes intensa
- Heliopetes janice
- Heliopetes laginia
- Heliopetes laviana
- Heliopetes leca
- Heliopetes leucola
- Heliopetes libra
- Heliopetes ligania
- Heliopetes locutia
- Heliopetes macaira
- Heliopetes macaroides
- Heliopetes maimon
- Heliopetes marginalis
- Heliopetes marginata
- Heliopetes menalcas
- Heliopetes nivea
- Heliopetes nivella
- Heliopetes niveus
- Heliopetes oceanus
- Heliopetes ochroleuca
- Heliopetes omrina
- Heliopetes orbigera
- Heliopetes pampina
- Heliopetes pastor
- Heliopetes petrus
- Heliopetes purgia
- Heliopetes randa
- Heliopetes romaniana
- Heliopetes sublinea